# Dyskografia Ricky’ego Nelsona
Dyskografia amerykańskiego piosenkarza i gitarzysty popowego Ricky’ego Nelsona (1940–1985) obejmuje 27 autorskich albumów studyjnych, jeden autorski album koncertowy oraz trzy albumy koncertowe wydane po jego śmierci, 42 minialbumów, różne projekty kompilacyjne i archiwalne, a także 94 singli.
Swoje pierwsze albumy Nelson wydawał w wytwórni Imperial Records, lecz w latach 60. nawiązał współprace z wytwórnią Decca Records. Niektóre albumy zostały wydane przez inne wytwórnie takie jak: MCA Records (np. album Windfall), Epic Records (np. album Intakes czy The Memphis Sessions) oraz Capitol Records (np. album Playing to Win).

## Single
| Rok      | Tytuł (strona A / strona B)                                                  | Album                                        |
| Lata 50. |                                                                              |                                              |
| 1957     | "A Teenager's Romance"                                                       | Teen Time (różni wykonawcy)                  |
| 1957     | "I’m Walkin’"                                                                | Teen Time (różni wykonawcy)                  |
| 1957     | "You're My One and Only Love" / "Honey Rock"                                 | Teen Time (różni wykonawcy)                  |
| 1957     | "Have I Told You Lately That I Love You"                                     | Ricky                                        |
| 1957     | "Be-Bop Baby"                                                                | Ricky                                        |
| 1958     | "Stood Up"                                                                   | Best Sellers by Rick Nelson                  |
| 1958     | "Waitin' In School"                                                          | Best Sellers by Rick Nelson                  |
| 1958     | "My Bucket's Got a Hole in It"                                               | utwór spoza albumu                           |
| 1958     | "Believe What You Say"                                                       | Ricky Sings Again                            |
| 1958     | "Poor Little Fool" / "Don't Leave Me This Way"                               | Ricky Nelson                                 |
| 1958     | "Someday" / "I Got A Feeling"                                                | Ricky Nelson                                 |
| 1958     | "Lonesome Town"                                                              | Ricky Sings Again                            |
| 1958     | "I Got a Feeling"                                                            | utwór spoza albumu                           |
| 1959     | "It's Late"                                                                  | Ricky Sings Again                            |
| 1959     | "Never Be Anyone Else But You"                                               | Ricky Sings Again                            |
| 1959     | "Just a Little Too Much"                                                     | Songs by Ricky                               |
| 1959     | "Sweeter Than You"                                                           | Songs by Ricky                               |
| 1959     | "I Wanna Be Loved"                                                           | Million Sellers                              |
| 1959     | "Mighty Good"                                                                | utwór spoza albumu                           |
| Lata 60. |                                                                              |                                              |
| 1960     | "Young Emotions"                                                             | Million Sellers                              |
| 1960     | "Right by My Side"                                                           | Million Sellers                              |
| 1960     | "I’m Not Afraid"                                                             | More Songs by Ricky                          |
| 1960     | "Yes Sir, That’s My Baby"                                                    | Million Sellers                              |
| 1960     | "You Are the Only One"                                                       | Million Sellers                              |
| 1960     | "Milk Cow Blues"                                                             | Million Sellers                              |
| 1961     | "Travelin’ Man"                                                              | Rick Is 21                                   |
| 1961     | "Hello Mary Lou"                                                             | Rick Is 21                                   |
| 1961     | "A Wonder Like You"                                                          | utwory spoza albumu                          |
| 1961     | "Everlovin'"                                                                 | utwory spoza albumu                          |
| 1962     | "Young World"                                                                | utwory spoza albumu                          |
| 1962     | "Summertime"                                                                 | Album Seven by Rick                          |
| 1962     | "Today’s Teardrops"                                                          | Album Seven by Rick                          |
| 1962     | "Mad, Mad World"                                                             | Album Seven by Rick                          |
| 1962     | "Teen Age Idol"                                                              | utwory spoza albumu                          |
| 1962     | "I've Got My Eyes on You (And I Like What I See)"                            | utwory spoza albumu                          |
| 1962     | "It’s Up to You"                                                             | It’s Up to You                               |
| 1962     | "I Need You"                                                                 | It’s Up to You                               |
| 1963     | "I’m in Love Again"                                                          | Best Sellers by Rick Nelson                  |
| 1963     | "That’s All"                                                                 | Songs by Ricky                               |
| 1963     | "You Don’t Love Me Anymore (And I Can Tell)"                                 | For Your Sweet Love                          |
| 1963     | "I Got a Woman"                                                              | For Your Sweet Love                          |
| 1963     | "If You Can’t Rock Me"                                                       | It’s Up to You                               |
| 1963     | "Old Enough to Love"                                                         | Ricky Sings Again                            |
| 1963     | "A Long Vacation" b/w "Mad Mad World"                                        | A Long Vacation                              |
| 1963     | "Gypsy Woman"                                                                | For Your Sweet Love                          |
| 1963     | "String Along"                                                               | For Your Sweet Love                          |
| 1963     | "There’s Not a Minute" / "Time After Time"                                   | Album Seven by Rick oraz More Songs by Ricky |
| 1963     | "Fools Rush In"                                                              | Rick Nelson Sings „For You”                  |
| 1963     | "Down Home"                                                                  | Rick Nelson Sings „For You”                  |
| 1963     | "Today’s Teardrops" / "Thank You Darlin'"                                    | Album Seven by Rick                          |
| 1963     | „For You” / "That’s All She Wrote"                                           | Rick Nelson Sings „For You”                  |
| 1964     | "Congratulations" / "One Minute To One"                                      | Album Seven by Rick oraz Songs by Ricky      |
| 1964     | "The Very Thought of You" / "I Wonder (If Your Love Will Ever Belong To Me)" | The Very Thought of You                      |
| 1964     | "Lucky Star" / "Everybody But Me"                                            | Rick Is 21                                   |
| 1964     | "There’s Nothing I Can Say"                                                  | utwór spoza albumu                           |
| 1964     | "Lonely Corner"                                                              | Best Always                                  |
| 1964     | "A Happy Guy"                                                                | Spotlight on Rick                            |
| 1964     | "Don't Breathe a Word"                                                       | Spotlight on Rick                            |
| 1965     | "Mean Old World" / "When The Chips Are Down"                                 | Best Always                                  |
| 1965     | "Come Out Dancing" / "Yesterday’s Love" (z albumu Spotlight on Rick)         | Love and Kisses                              |
| 1965     | "Love and Kisses" / "Say You Love Me"                                        | Love and Kisses                              |
| 1966     | "Fire Breathin' Dragon" / "Your Kind Of Lovin'"                              | utwory spoza albumu                          |
| 1966     | "You Just Can’t Quit" / "Louisiana Man"                                      | Bright Lights & Country Music                |
| 1966     | "Things You Gave Me" / "Alone"                                               | Country Fever                                |
| 1967     | "They Don't Give Medals (To Yesterday’s Heroes)" / "Take A Broken Heart"     | On the Flip Side                             |
| 1967     | "Take a City Bride" / "I’m Called Lonely"                                    | Country Fever                                |
| 1968     | "Suzanne On A Sunday Morning" / "Moonshine"                                  | Another Side of Rick                         |
| 1968     | "Dream Weaver" / "Baby Close Its Eyes"                                       | Another Side of Rick                         |
| 1969     | "Don't Blame It on Your Wife" / "Promenade In Green"                         | Another Side of Rick                         |
| 1969     | "Don’t Make Promises" / "Barefoot Boy"                                       | Another Side of Rick                         |
| 1969     | "She Belongs to Me" / "Promises"                                             | In Concert at the Troubadour, 1969           |
| Lata 70. |                                                                              |                                              |
| 1970     | "Easy To Be Free" / "Come On In"                                             | In Concert at the Troubadour, 1969           |
| 1970     | "I Shall Be Released" / "If You Gotta Go, Go Now"                            | In Concert at the Troubadour, 1969           |
| 1970     | "We Got Such A Long Way To Go" / "Look at Mary"                              | Rick Sings Nelson                            |
| 1971     | "How Long" / "Down Along The Bayou Country"                                  | Rick Sings Nelson                            |
| 1971     | "Life" / "California" (z albumu Rick Sings Nelson)                           | Rudy the Fifth                               |
| 1972     | "Thank You Lord" / "Sing Me A Song"                                          | Rudy the Fifth                               |
| 1972     | "Gypsy Pilot" / "Love Minus Zero/No Limit"                                   | Rudy the Fifth                               |
| 1972     | "Garden Party" / "So Long Mama"                                              | Garden Party                                 |
| 1973     | "Palace Guard" / "A Flower Opens Gently By"                                  | Garden Party                                 |
| 1973     | "Lifestream" / "Evil Woman Child"                                            | Windfall                                     |
| 1974     | "Windfall" / "Legacy"                                                        | Windfall                                     |
| 1974     | "One Night Stand" / "Lifestream"                                             | Windfall                                     |
| 1975     | "Try (Try to Fall in Love)" / "Louisiana Belle"                              | utwory spoza albumu                          |
| 1975     | "Rock and Roll Lady" / "Fadeaway"                                            | utwory spoza albumu                          |
| 1977     | "You Can’t Dance" / "It's Another Day"                                       | Intakes                                      |
| 1978     | "Gimme a Little Sign" / "Something You Just Can’t Buy"                       | Intakes                                      |
| 1979     | "Dream Lover" / "That Ain’t The Way Love’s Supposed To Be"                   | Rockabilly Renaissance                       |
| Lata 80. |                                                                              |                                              |
| 1981     | "It Hasn't Happened Yet" / "Call It What You Want"                           | Playing to Win                               |
| 1981     | "Believe What You Say" / "The Loser Babe Is You"                             | Playing to Win                               |
| 1982     | "Give 'em My Number" / "No Fair Falling In Love"                             | utwory spoza albumu                          |
| 1986     | "You Know What I Mean" / "Don't Leave Me This Way"                           | All My Best                                  |
| 1986     | "Dream Lover" / "Rave On"                                                    | The Memphis Sessions                         |
| Lata 90. |                                                                              |                                              |
| 1991     | "Hello Mary Lou" / "It's Late" (wydanie tylko w Wielkiej Brytanii)           |                                              |

## Albumy
Lista albumów Ricky’ego Nelsona zawierająca albumy studyjne, koncertowe, kompilacje oraz ścieżki dźwiękowe.
| Rok                                                                                   | Tytuł                                        | Wydany         | Wytwórnia                                        | Rodzaj albumu     | Uwagi | Najwyższe pozycje na listach |
| (Wydania: Imperial Records – 4)                                                       |                                              |                |                                                  |                   | |                              |
| 1957                                                                                  | Ricky                                        | listopad       | Imperial Records (LP 9048)                       | studyjny          | - pierwszy studyjny album Ricky’ego Nelsona | 1                            |
| 1958                                                                                  | Ricky Nelson                                 | lipiec         | Imperial Records (LP 9050)                       | studyjny          | - Album zawiera „Don't Leave Me This Way”, pierwszą napisaną piosenkę przez Nelsona. | 7                            |
| 1959                                                                                  | Ricky Sings Again                            | styczeń        | Imperial Records (LP 9061)                       | studyjny          | | 14                           |
| 1959                                                                                  | Songs by Ricky                               |                | Imperial Records (LP 9082)                       | studyjny          | | 22                           |
| (Wydania: Imperial Records – 8, Decca Records – 11)                                   |                                              |                |                                                  |                   | |                              |
| 1960                                                                                  | More Songs by Ricky                          | lipiec         | Imperial Records (LP 9122)                       | studyjny          | | 18                           |
| 1961                                                                                  | Rick Is 21                                   | maj            | Imperial Records (LP 9152)                       | studyjny          | | 8                            |
| 1962                                                                                  | Album Seven by Rick                          | marzec         | Imperial Records (LP 9167)                       | studyjny          | - Jest to siódmy album studyjny Nelsona i ostatni nagrany dla Imperial Records. | 27                           |
| 1962                                                                                  | Best Sellers by Rick Nelson                  |                | Imperial Records (LP 9218)                       | kompilacyjny      | | 112                          |
| 1963                                                                                  | It’s Up to You                               | kwiecień       | Imperial Records (LP 9223)                       | kompilacyjny      | | 128                          |
| 1963                                                                                  | Million Sellers                              | lipiec         | Imperial Records (LP 9232)                       | kompilacyjny      | | –                            |
| 1963                                                                                  | A Long Vacation                              | październik    | Imperial Records (LP 9244)                       | kompilacyjny      | | –                            |
| 1963                                                                                  | For Your Sweet Love                          | 27 maja        | Decca Records (DL 4419)                          | studyjny          | - pierwszy album Nelsona nagrany dla Decca | 20                           |
| 1963                                                                                  | Rick Nelson Sings „For You”                  | 9 grudnia      | Decca Records (DL 4479)                          | studyjny          | | 14                           |
| 1963                                                                                  | Rick Nelson Sings for You (Imperial Records) | październik    | Imperial Records (LP 9251)                       | kompilacyjny      | - Album ukazał się w 1963 roku, tak samo jak album o tej samej nazwie wydany przez Decca Records – Rick Nelson Sings „For You”. | –                            |
| 1964                                                                                  | The Very Thought of You                      | 3 sierpnia     | Decca Records (DL 4559)                          | studyjny          | | –                            |
| 1964                                                                                  | Spotlight on Rick                            | 23 listopada   | Decca Records (DL 4608)                          | studyjny          | | –                            |
| 1965                                                                                  | Best Always                                  | 19 kwietnia    | Decca Records (DL 4660)                          | studyjny          | | –                            |
| 1965                                                                                  | Love and Kisses                              | 15 listopada   | Decca Records (DL 4678)                          | studyjny          | | –                            |
| 1966                                                                                  | Bright Lights & Country Music                | 30 maja        | Decca Records (DL 4779)                          | studyjny          | - Doceniona przez krytyków eksploracja rodzącego się gatunku country-rock autorstwa Nelsona. - Utwór „You Just Can’t Quit” został napisany przez Nelsona. - Z udziałem gitarzystów Jamesa Burtona, Clarence’a White’a i Glena Campbella.                           | –                            |
| 1966                                                                                  | On the Flip Side (The Original Cast Album)   |                | Decca Records (DL 4836)                          | ścieżka dźwiękowa | - Ścieżka dźwiękowa pochodząca z odcinka amerykańskiego programu ABC Stage 67 pod tytułem On the Flip Side. - wraz z Joanie Sommers | –                            |
| 1967                                                                                  | Country Fever                                | 17 kwietnia    | Decca Records (DL 4827)                          | studyjny          | - Album ten jest kontynuacją albumu Bright Lights & Country Music z 1966 roku. - Utwór „Alone” został napisany przez Nelsona. - Z udziałem gitarzystów Jamesa Burtona, Clarence’a White’a i Glena Campbella.                                                       | –                            |
| 1967                                                                                  | Another Side of Rick                         | 13 listopada   | Decca Records (DL 4944)                          | studyjny          | | –                            |
| 1969                                                                                  | Perspective                                  | 2 lutego       | Decca Records (DL 5014)                          | studyjny          | | –                            |
| (Wydania: Decca Records – 4, MCA Records – 3, Epic Records – 3)                       |                                              |                |                                                  |                   | |                              |
| 1970                                                                                  | In Concert at the Troubadour, 1969           | luty           | Decca Records (DL 5162)                          | koncertowy        | - Album koncertowy nagrany podczas koncertów w The Troubadour w Los Angeles pod koniec 1969 roku. | 54                           |
| 1970                                                                                  | Rick Sings Nelson                            | 3 września     | Decca Records (DL 5236) / MCA Records (MUPS 422) | studyjny          | - Wszystkie 10 piosenek skomponowanych przez Nelsona, w tym „Down Along the Bayou Country”, „California” i „How Long”. | –                            |
| 1971                                                                                  | Rudy the Fifth                               | 4 października | Decca Records (DL 5297) / MCA Records (MUPS 440) | studyjny          | - Siedem utworów napisanych przez Nelsona, w tym „This Train”, „Life” i „Gypsy Pilot”. - wraz z The Stone Canyon Band | –                            |
| 1972                                                                                  | Garden Party                                 | 27 listopada   | Decca Records (DL 5391)                          | studyjny          | - Sześć piosenek napisanych przez Nelsona, w tym tytułowy utwór, „So Long, Mama” i „A Flower Opens Gently By”. - wraz z The Stone Canyon Band | 32                           |
| 1974                                                                                  | Windfall                                     | 14 stycznia    | MCA Records (MCA-383)                            | studyjny          | - Utwory „Someone to Love”, „Lifestream”, i „Windfall” zostały skomponowane przez Nelsona. - wraz z The Stone Canyon Band | 190                          |
| 1977                                                                                  | Intakes                                      | wrzesień       | Epic Records (PE 34420)                          | studyjny          | - wraz z The Stone Canyon Band | –                            |
| 1978                                                                                  | Back to Vienna                               |                | Epic Records                                     | studyjny          | - Epic wycofało album studyjny z 10 utworami, który został ostatecznie rozprowadzony w całości na boxie The Last Time Around oraz w The Complete Epic Recordings.                                                                                                  | –                            |
| 1979                                                                                  | Rockabilly Renaissance                       |                | Epic Records                                     | studyjny          | - Epic z opóźnieniem wydało cztery dodatkowe strony („Lay Back in the Arms of Someone” i wersje „Almost Saturday Night” Johna Fogerty’ego, „That’s All Right” Elvisa Presleya i „Rave On” Buddy’ego Holly’ego) na EP-ce z lutego 1981 roku zatytułowanej Four You. | –                            |
| (Wydania: Capitol Records – 1, Silver Eagle – 1, Epic Records – 1, Rhino Records – 1) |                                              |                |                                                  |                   | |                              |
| 1981                                                                                  | Playing to Win                               | 1 stycznia     | Capitol Records (SOO 12109)                      | studyjny          | - „The Loser Babe Is You” i „Call It What You Want” to ostatnie utwory napisane przez Nelsona. | 153                          |
| 1985                                                                                  | All My Best                                  |                | Silver Eagle (SE4 1035)                          | studyjny          | - ostatni album studyjny Ricky’ego Nelsona wydany za jego życia - Choć płyta jest zbiorem największych przebojów piosenkarza, nie jest kompilacją, ale nowym nagraniem studyjnym.                                                                                  | –                            |
| 1986                                                                                  | The Memphis Sessions                         | maj            | Epic Records (ET 40388)                          | studyjny          | - wydanie pośmiertne - ostatni album studyjny Ricky’ego Nelsona | 62                           |
| 1989                                                                                  | Ricky Nelson Live: 1983–1985                 |                | Rhino Records (R1 71114)                         | koncertowy        | - wydanie pośmiertne | –                            |
| (Wydania: The Magnum Music Group – 1, Fuel 2000 Records – 1)                          |                                              |                |                                                  |                   | |                              |
| 1996                                                                                  | Live at the Aladdin                          | 15 stycznia    | The Magnum Music Group (CDMF 078)                | koncertowy        | - wydanie pośmiertne | –                            |
| 1999                                                                                  | A Night to Remember                          |                | Fuel 2000 Records (302-061-045-2)                | koncertowy        | - wydanie pośmiertne | –                            |

## Albumy EP (minialbumy)
| Rok | Tytuł                               | Wytwórnia                     |
| (Wydania: Imperial Records – 7, Verve Records – 1, London Records – 3, California Records – 4)                                                                                    |                                     |                               |
| 1957 | Honeycomb                           | Imperial Records (IMP-153)    |
| 1957 | Ricky                               | Verve Records (EPV-5048)      |
| 1957 | Ricky (True Love)                   | Imperial Records (IMP-155)    |
| 1958 | Someday                             | Imperial Records (IMP-156)    |
| 1958 | Ricky Nelson Vol. 2 (Down The Line) | Imperial Records (IMP-157)    |
| 1958 | Ricky Nelson (Unchained Melody)     | Imperial Records (IMP-158)    |
| 1958 | I Got A Feeling                     | London Records (REP-1238)     |
| 1958 | Presentiamo Ricky Nelson            | London Records (REP-1144)     |
| 1958 | Poor Little Fool                    | London Records (REP-5026)     |
| 1958 | Teenager Sensation                  | Imperial Records (IMP-3010)   |
| 1958 | Four by Ricky                       | Imperial Records (IMP-3017)   |
| 1959 | Ricky Nelson Sings                  | California Records (CEP-302)  |
| 1959 | It's All In The Game                | California Records (CEP-304)  |
| 1959 | This Is Ricky                       | California Records (CEP-307)  |
| 1959 | I Can’t Help It                     | California Records (CEP-309)  |
| (Wydania: Imperial Records – 2, Polydor Records – 12, California Records – 2, London Records – 2, Liberty Records – 2, Decca Records – 2, Brunswick Records – 4, MCA Records – 1) |                                     |                               |
| 1960 | Ricky Sings Spirituals              | Imperial Records (IMP-165)    |
| 1960 | Lonesome Town                       | Polydor Records (27 701)      |
| 1960 | Whole Lotta Shakin’ Goin’ On        | Polydor Records (27 702)      |
| 1960 | Rio Bravo                           | Polydor Records (27 704)      |
| 1960 | Blood From A Stone                  | Polydor Records (27 711)      |
| 1960 | Half Breed                          | Polydor Records (27 712)      |
| 1960 | Don't Leave Me                      | Polydor Records (27 713)      |
| 1960 | I Love Ricky Nelson                 | Imperial Records (SJET-69)    |
| 1960 | Ricky                               | California Records (CEP-319)  |
| 1961 | Travelin Man                        | Polydor Records (27 729)      |
| 1961 | Everlovin'                          | California Records (CEP-334)  |
| 1961 | Young Emotions                      | Polydor Records (27 720)      |
| 1961 | Twist                               | Polydor Records (27 735)      |
| 1962 | Summertime                          | Polydor Records (27 739)      |
| 1962 | Teen Age Idol                       | Polydor Records (27 742)      |
| 1962 | It's A Young World                  | London Records (REP-1339)     |
| 1962 | It’s Up to You                      | London Records (REP-1362)     |
| 1962 | Sings For You                       | Liberty Records (REP-4001)    |
| 1963 | Pick Up The Pieces                  | Decca Records (ED 2760)       |
| 1963 | One Boy Too Late                    | Decca Records (ED 2760-1)     |
| 1963 | For You                             | Brunswick Records (EPB-10649) |
| 1963 | String Along                        | Brunswick Records (EPB-10732) |
| 1964 | Gypsy Woman                         | Brunswick Records (EPB-10646) |
| 1964 | When The Chips Are Down             | Brunswick Records (EPB-10666) |
| 1964 | Whole Lotta Shakin’ Goin’ On        | Polydor Records (27 758)      |
| 1965 | I’m In Love Again                   | Liberty Records (LEP-4028)    |
| 1969 | Sings For You                       | MCA Records (EP-2997)         |

## Inne zestawy piosenek wydane po śmierci artysty
| Rok        | Tytuł                                                                | Uwagi                              |
| Lata 80.   |                                                                      |                                    |
| 1987       | The Best Of Rick Nelson                                              |                                    |
| Lata 90.   |                                                                      |                                    |
| 1990       | The Best Of Rick Nelson - 1963 To 1975                               |                                    |
| 1990       | The Legendary Masters Series (Volume 1)                              |                                    |
| 1991       | The Best Of Rick Nelson (Vol. 2)                                     |                                    |
| 1993       | Stay Young: The Epic Recordings                                      |                                    |
| 1998       | 20 rock ’n’ roll Hits                                                |                                    |
| Lata 2000. |                                                                      |                                    |
| 2000       | Legacy                                                               |                                    |
| 2003       | 20th Century Masters: The Millennium Collection: Best Of Rick Nelson |                                    |
| 2004       | Rick's Rarities 1964-1974                                            |                                    |
| 2005       | Greatest Hits                                                        |                                    |
| 2008       | Greatest Love Songs                                                  |                                    |
| 2012       | Sweeter Than You (Singles 1959−1960)                                 |                                    |
| 2012       | Ricky Sings Again                                                    | ponowne wydanie albumu na płytę CD |
| 2012       | Songs by Ricky                                                       | ponowne wydanie albumu na płytę CD |
| 2013       | Hello, Mary Lou                                                      |                                    |
| 2014       | The Complete Epic Recordings                                         |                                    |
| 2022       | Rockin’ In Hollywood (Live)                                          |                                    |
| 2022       | Rick Nelson: Classic Hits Remastered                                 |                                    |